# 湧泉穴

湧泉穴位置

湧泉穴，別名地衝、蹶心、地衢，顧名思義就是水如泉湧，為足少陰腎經所出之“井穴”，足少陰腎經起於湧泉，終於俞府穴。
湧泉穴位於腳底中間凹陷處，在足掌的前三分之一處。主治頭頂痛、兩目昏花、喉痹、失音、小兒驚風、癫疾、昏厥等。蘇東坡在《蘇沈良方》中即提到按摩兩腳心（湧泉穴），及臍下腰脊間，皆令熱徹，“且試行二十日，精神自已不同，覺臍下實熱，腰腳輕快，面目有光，久久不已。”。宋代《扁鹊心书》指出：“涌泉二穴，在足心宛中，治长年脚气肿痛，或脚心连胫骨痛，或下肢腿肿，沉重少力。”清代《急救广生集》指出：“擦足，每晚上床时，用珠算握趾，一手擦足心，如多至千数，少至百数，觉足心热，将足趾微微转动，二足更番摩擦。盖涌泉穴在两足心内，摩热睡下，最能固精融血，康健延寿，益人之功甚多。”
湧泉穴是腎經的一個重要穴位，號稱“長壽穴”，《靈樞·本輸篇》中說：“腎出於湧泉，湧泉者足心也，為井木。”屬於心腎兩經的相接點，經常按摩此穴，有增精益髓、補腎壯陽、強筋壯骨之功和安眠的效果。